# Burmadere, Damal
Burmadere là một xã thuộc huyện Damal, tỉnh Ardahan, Thổ Nhĩ Kỳ. Dân số thời điểm năm 2010 là 874 người.